# Parc regional de l'Adamello
 (mars 2019).
Si vous disposez d'ouvrages ou d'articles de référence ou si vous connaissez des sites web de qualité traitant du thème abordé ici, merci de compléter l'article en donnant les références utiles à sa vérifiabilité et en les liant à la section « Notes et références ».
Le parc régional de l'Adamello est situé au centre de la chaîne alpine, dans le sud des Alpes rhétiques, et englobe toute la partie lombarde du groupe Adamello, une zone située au nord-est de la province de Brescia. 

## Géographie
Il couvre 51 000 hectares (soit 510 km2), du Passo del Tonale à celui de Crocedomini ; à l'est, le parc a pour limite la frontière régionale entre la Lombardie et le Trentin ; à l'ouest, sa frontière reste juste au-dessus de la rive gauche de l'Oglio, le cinquième plus long fleuve italien. Le parc Adamello se trouve sur le versant gauche du Val Camonica. 
L'importance du parc régional de l'Adamello est accrue par sa position, car il sert de pont entre les deux parcs qui lui sont adjacents : à son extrémité orientale, se trouve le parc naturel Adamello Brenta, et à l'extrémité nord, le parc national du Stelvio. Ainsi, un espace protégé de 250 000 hectares s'est formé au cœur de l'Europe, le plus vaste des Alpes et un des plus fascinants. Le parc Adamello en représente la pointe sud. 
Le groupe Adamello abrite le plus grand glacier d’Italie (selon les estimations actuelles, sa surface est d'environ 18 km2).  Les sommets, les crêtes et les montagnes de ce groupe dominent de nombreuses vallées réparties dans le parc. 
Les principales vallées, du nord au sud, sont : Valle Narcanello, Valbione, Vallée Avio, Val di Vallaro, Paghera de Vezza d'Oglio, Val Finale, Val Gallinera, Val Anger, Val Malga, Vallée Saviore, Val Salarno, Val Adamé, Val Paghéra di Ceto, Val del Re, Val di Fa, Val di Stabio, Val delle Valli, Val Bona, Val Cadino, Val di Braone (également appelé Foppe di Braone) et Valle del Caffaro. 

## Les municipalités
Depuis Tonale, au sud, les municipalités qui sont dans le parc sont : Ponte di Legno, Temù, Vione, Vezza d'Oglio, Incudine, Edolo, Sonico, Malonno, Berzo Demo, Cedegolo, Cevo, Saviore dell'Adamello, Paspardo, Cimbergo, Ceto, Braone, Niardo, Breno et Prestine. 